# Тучков, Александр Алексеевич
Алекса́ндр Алексе́евич Тучко́в 4-й (7 марта 1778 — 26 августа (7 сентября) 1812) — русский военачальник, генерал-майор, погиб во время Бородинского сражения.

## Биография
Представитель древнего рода Тучковых, который считал своим родоначальником Михаила Прушанина. Был младшим сыном инженер-генерал-поручика А. В. Тучкова; все пятеро его сыновей дослужились до генеральского звания, а четверо из них (Николай, Павел, Сергей и Александр) участвовали в Отечественной войне 1812 года).
17 (28) мая 1788 Тучков был записан в качестве штык-юнкера в Бомбардирский полк. 7 (18) августа 1789 назначен адъютантом в штаб отца, ген.-лейтенанта А. В. Тучкова. 3 (14) декабря 1791 назначен старшим адъютантом. 27 июня 1794 года был произведён в капитаны и определён в действительную службу во 2-й артиллерийский батальон. 11 (22) января 1797 произведён в майоры. 23 января (3 февраля) 1797 переведён в артиллерийский Мертенса батальон. 14 (25) марта 1798 — подполковником. 25 апреля 1799 года был произведён в полковники. 7 (19) марта 1800 переведён в 6-й артиллерийский полк и 15 ноября получил назначение командиром полка. 27 августа (8 сентября) 1801 переведён в 12-й артиллерийский батальон. 28 июня (10 июля) 1802 переведён в 1-й артиллерийский батальон. 31 декабря 1802 (12 января 1803) уволен в отставку.
Временно оставил военную службу с целью образовательной поездки в Европу. Два года спустя вернулся в армию. 15 (27) ноября 1804 принят на службу адъютантом к ген. от инфантерии А. А. Беклешову. и состоять по армии. 29 августа (10 сентября) 1805 определён в Муромский мушкетёрский полк. 7 (19) февраля 1806 переведён в Таврический гренадерский полк, которым командовал во время кампании 1806—1807 годов, проявив храбрость в битве под Голыминым.
3 декабря 1806 года назначен шефом в Ревельский мушкетёрский полк. 24 мая 1807 года полк, находясь в авангарде сил П. И. Багратиона, сражался под Гуттштадтом. 27 декабря 1807 года Тучков за это сражение получил орден Св. Георгия 4-го класса. Впоследствии Тучков командовал ревельцами в битвах на берегах Пасарги, при Янкендорфе, под Гейльсбергом и в неудачном для русской армии сражении при Фридланде.
В 1808 году полк, входивший тогда в состав корпуса под командованием М. Б. Барклая де Толли, участвовал в боевых действиях в Финляндии, в том числе при Рантасалми и Куопио, где дважды срывал высадку на берег шведского десанта, а также при Иденсальми, успешно отбив ночную вылазку осаждённых. За заслуги 12 декабря 1808 года был произведён в генерал-майоры, 31 января (12 февраля) 1807 пожалован орденом Святого Владимира 4-й степени с бантом, а 20 мая (1 июня) 1808 — 3-й степени. В мае 1809 года Тучков возглавил авангард корпуса генерала П. А. Шувалова. За отличие в кампании 2 (14) августа 1809 пожалован орденом Святой Анны 2-й степени. 29 сентября (11 октября) 1809 назначен командиром пехотной (с 19.10.1810 — 1-й) бригады 3-й (с 31.03.1811 — 3-й пехотной) двивизии. 7 (19) февраля 1810 назначен командующим 1-й бригадой 6-й дивизии.
Во время Отечественной войны 1812 года продолжал командовать Ревельским полком и одновременно — 1-й бригадой 3-й пехотной дивизии 3-го пехотного корпуса 1-й Западной армии, в состав которой входил этот полк. Участвовал в боях под Витебском, Смоленском, Лубином. Во время Бородинского сражения, вдохновляя дрогнувший под ураганным огнём французов Ревельский полк, с полковым знаменем в руках бросился вперёд и получил смертельное ранение в грудь картечью у средней Семёновской флеши. Местность, где он погиб, была настолько перепахана артиллерийскими снарядами, что тела обнаружить не удалось. 31 октября (12 ноября) 1812 исключён из списков убитым в сражении.
На портрете А. А. Тучкова, работы худ. Дж. Доу, на левой стороне груди изображены крест ордена Св. Георгия 4-го кл. и серебряная медаль «В память Отечественной войны 1812 года», которую он из-за своей смерти получить не успел.

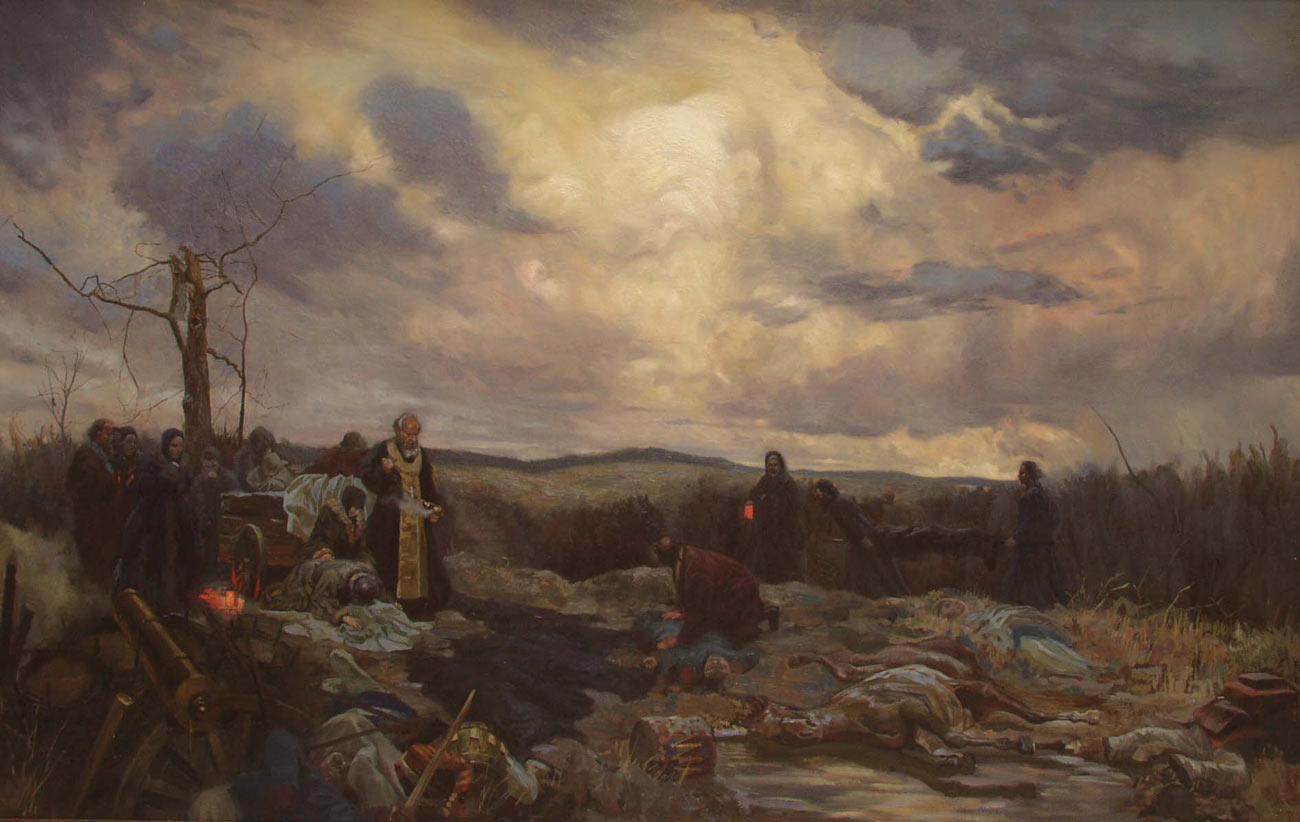
М. М. Тучкова на Бородинском поле. Панихида по генералу А. А. Тучкову. Холст, масло. 120 × 180 см. Художник Семён Кожин.

Ах, на гравюре полустертой,

В один великолепный миг,

Я встретила, Тучков-четвертый,

Ваш нежный лик.
И вашу хрупкую фигуру,

И золотые ордена...

И я, поцеловав гравюру,

Не знала сна...
На месте гибели Тучкова, которое указал П. П. Коновницын, его вдовой М. М. Тучковой был установлен первый памятник павшим в Бородинской битве — церковь Спаса Нерукотворного, освящённая в 1820 году. В честь 100-летнего юбилея войны 1812 г. 26 августа 1912 года 7-й пехотный Ревельский полк, шефом которого в 1812 году был Тучков, назван 7-м пехотным Ревельским генерала Тучкова 4-го полком.

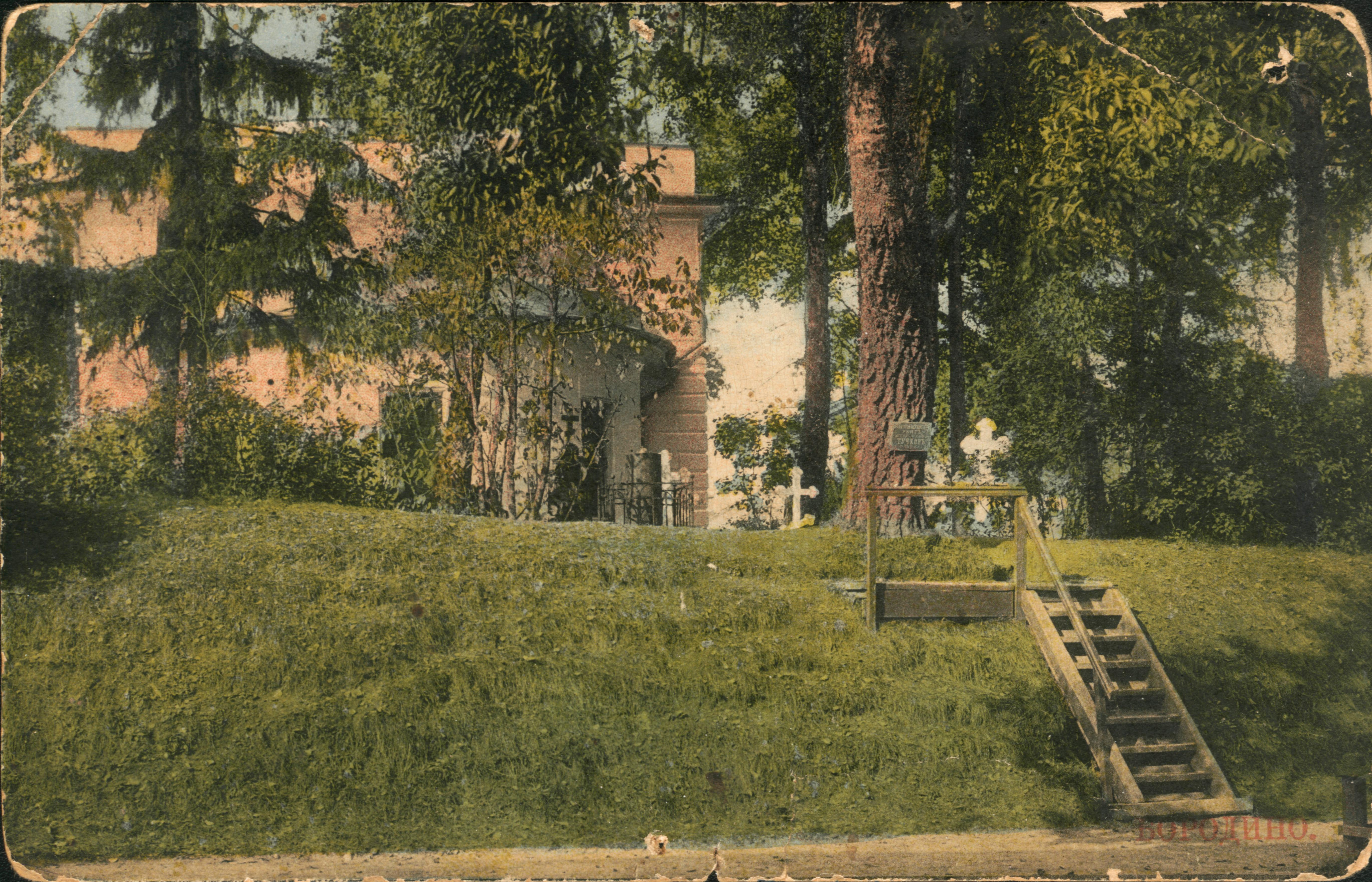
Семёновская флешь в 1912 году. Место гибели

## Брак и дети
Александр Алексеевич познакомился с Маргаритой Нарышкиной, дочерью подполковника Михаила Петровича Нарышкина и сестрой будущего декабриста М. М. Нарышкина, ещё во время её первого несчастливого замужества. Молодые люди полюбили друг друга. Узнав о разводе, он не замедлил посвататься. Но Нарышкины были так напуганы неудачей первого брака дочери, что долго не давали согласия на её второй брак. 12 января 1805 года Я И. Булгаков писал сыну:

Тучков, который, однако, всё полковник, а не генерал, как я, кажется, писал по ложным слухам, на сих днях женится на дочери Нарышкина, племяннице Кат. Ал. Пушкиной, бывшей бесполезно замужем за Ласунским
Супруги имели единственного сына Николая (1811—1826), скончавшегося подростком.

## Память

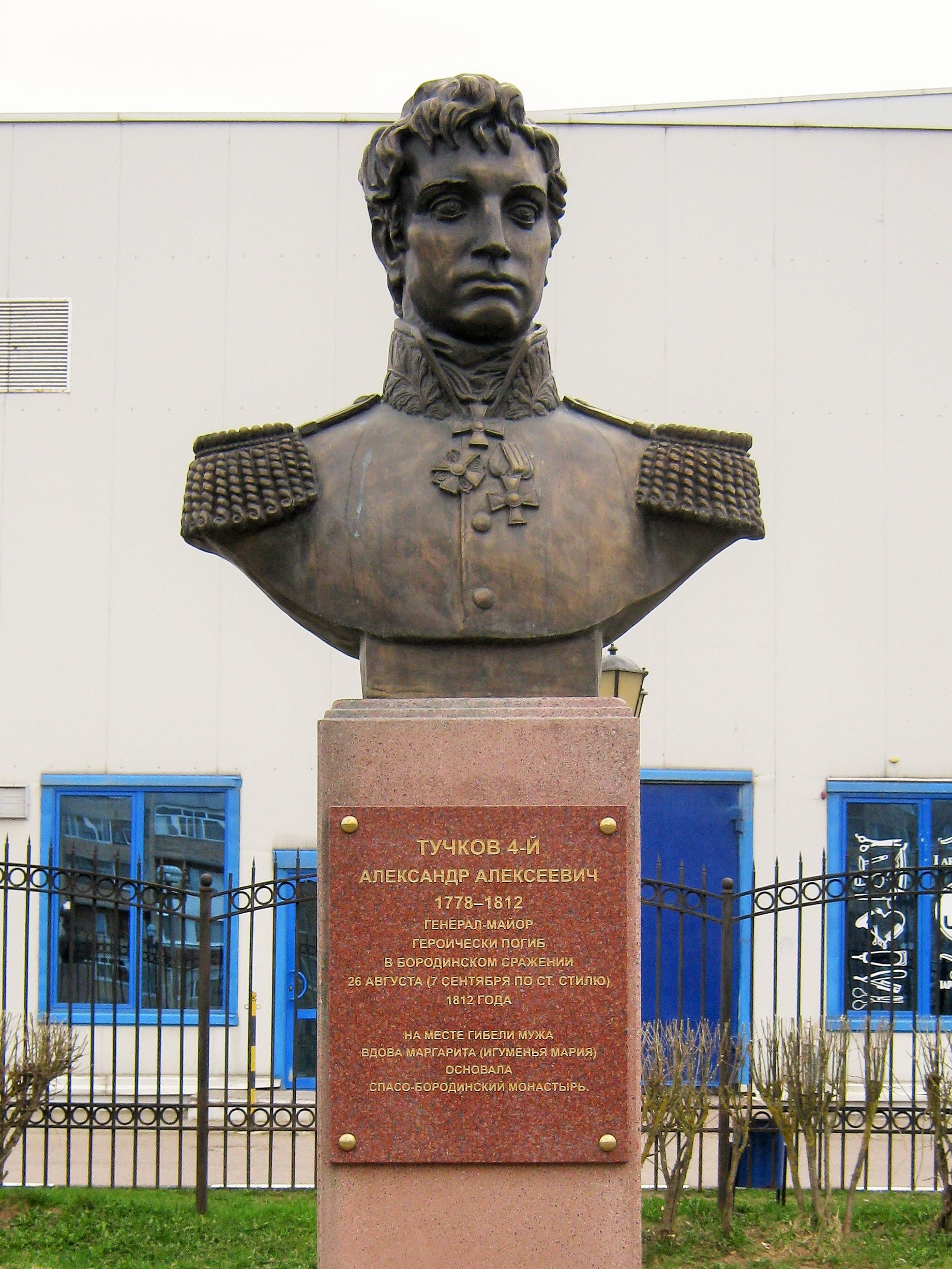
Бюст А. А. Тучкова на аллее Героев в Можайске

- Улица Тучкова в Можайске, что находится неподалёку от Бородинского поля, где и погиб Александр Тучков
- Тучковская улица в Москве
- Посёлок и станция Тучково в Московской области.